# Lord-lieutenant de Tower Hamlets
Ceci est une liste de personnes qui ont servi comme Lord Lieutenant de Tower Hamlets.
La Lord Lieutenance a été créée en 1660 à la suite de la Restauration. Il était généralement détenu par le Connétable de la Tour de Londres. Les lieutenants ont été nommés jusqu'en 1889, lorsque les fonctions de la lieutenance ont été absorbées par le Lord Lieutenant du Comté de Londres.
- Sir John Robinson, 1er Baronnet 3 octobre 1660 – 1675
- James Compton, 3e Comte de Northampton 30 juillet 1675 – 1679
- William Alington, 3e Baron Alington 8 juin 1679 – 1er février 1685
- George Legge, 1er Baron Dartmouth 29 juin 1685 – 1688
- Robert Lucas, 3e Baron Lucas 8 avril 1689 – juin 1702
- Montagu Venables-Bertie, 2e Comte de Abingdon 29 juin 1702 – 1705
- Algernon Capell, 2e Comte d'Essex 23 mai 1706 – 1710
- Richard Savage, 4e Comte Rivers 5 fevrier 1710 – 18 août 1712
- George Compton, 4e Comte de Northampton 10 mai 1712 – 1715
- Hatton Compton 26 juillet 1715 – 1717
- Charles Howard, 3e Comte de Carlisle 21 octobre 1717 – décembre 1722
- Henry Clinton, 7e Comte de Lincoln 30 janvier 1723 – 1725
- Charles Paulet, 3e Duc de Bolton 19 juin 1725 – 1726
- Henry Lowther, 3e Vicomte Lonsdale 24 novembre 1726 – 1731
- John Sidney, 6e Comte de Leicester 15 octobre 1731 – 27 septembre 1737
- vacant
- Charles Cornwallis, 1er Comte Cornwallis 30 mai 1740 – 23 juin 1762
- John Berkeley, 5e Baron Berkeley of Stratton 26 juillet 1762 – 1770
- Charles Cornwallis, 2e Comte Cornwallis 4 janvier 1771 – 1784
- Lord George Lennox 12 mars 1784 – 1784
- Charles Cornwallis, 1er Marquis Cornwallis 26 novembre 1784 – 5 octobre 1805
- Francis Rawdon-Hastings, 1er Marquis de Hastings 24 février 1806 – 28 novembre 1826
- Arthur Wellesley, 1er Duc de Wellington 29 janvier 1827 – 14 septembre 1852
- Stapleton Stapleton-Cotton, 1er Vicomte Combermere 20 octobre 1852 – 21 février 1865
- Sir John Fox Burgoyne, 1er Baronnet 12 avril 1865 – 7 octobre 1871
- Sir George Pollock 20 novembre 1871 – 6 octobre 1872
- Sir William Maynard Gomm 8 novembre 1872 – 15 mars 1875
- Sir Charles Yorke 9 avril 1875 – 20 novembre 1880
- Sir William Fenwick Williams, 1er Baronnet 14 mai 1881 – 1881
- Sir Richard James Dacres 8 juillet 1881 – 6 décembre 1886
- Robert Napier, 1er Baron Napier of Magdala 6 janvier 1887 – 1889